# Alexandr Ivanovič Lebeď
Generál Alexandr Ivanovič Lebeď (rusky Алекса́ндр Ива́нович Ле́бедь; 20. dubna 1950, Novočerkassk – 28. dubna 2002, Krasnojarský kraj) byl populární ruský voják a politik. Bojoval v Afghánské válce, účastnil se zásahů proti protiarménským pogromům v Ázerbájdžánu a demonstrantům v Tbilisi. Jeho vojenská kariéra byla příkladná a vynesla mu hodnost generálporučíka a post velitele elitní 106. výsadkové divize. V roce 1992 se stal velitelem 14. armády, která silně zasáhla do války v Podněstří.

## Život
Lebeď využil své pověsti schopného generála a vyjednavače k politické kariéře.
V dubnu 1995 se připojil k politickému sdružení Kongres ruských komunit, které vedl Dmitrij Rogozin, a byl zvolen místopředsedou organizace.
Byl kritikem první čečenské války. V roce 1996 kandidoval v ruských prezidentských volbách a v prvním kole získal 14,5 % hlasů, poté podpořil ve druhém kole Borise Jelcina, za což obdržel post předsedy Bezpečnostní rady Ruské federace, brzy však byl odvolán. Vedl jednání s čečenskými separatisty vedenými Aslanem Maschadovem, která v roce 1997 vyústila v ukončení první čečenské války a odchod ruských jednotek z Čečenska. V roce 1998 se stal gubernátorem Krasnojarského kraje, kterýžto post si udržel až do své smrti.
Generál Lebeď zemřel podle ruských úřadů na následky zranění, které utrpěl při havárii své helikoptéry typu Mi-8, přičemž oficiální příčinou nehody byla mlha, dezorientace pilota a náraz do drátů vysokého napětí. Kolem celého případu však existuje řada různých neoficiálních teorií – podle některých z nich se stal obětí atentátu, za kterým stál buďto Vladimir Putin v rámci svého tažení proti příliš samostatným gubernátorům, nebo, což se uvádí ještě častěji, Lebeďovi konkurenti, s nimiž vedl válku o ovládnutí klíčových průmyslových podniků. Důkazy pro žádnou z těchto hypotéz ovšem neexistují.[zdroj⁠?!]